# Ozarba umbrifera
Ozarba umbrifera là một loài bướm đêm trong họ Noctuidae.